# Kroatische Seniorenpartij (HSU, Kroatië)

Logo HSU

De Kroatische Seniorenpartij (Kroatisch: Hrvatska Stranka Umirovljenika) is een politieke partij in Kroatië.

## Geschiedenis
De Kroatische Seniorenpartij werd opgezet vanwege de politieke, economische en demografische situatie van Kroatië in het begin van de jaren negentig van de 20e eeuw. Aan het begin van de jaren negentig van de twintigste eeuw betaalde de Kroatische staat de pensioenen niet uit vanwege de dure oorlog die gaande was. De fondsen voor pensioengerechtigden werden gebruikt door een zakenman bevriend met Franjo Tuđman om zo veel mogelijk winst te halen uit de privatisering van de Kroatische economie. Hierdoor kregen de Kroatische senioren het erg moeilijk tijdens en vlak na de oorlog. Ouderen zagen het als een plicht om te stemmen, en het aantal pensioengerechtigden in Kroatië groeide sterk, hierbij kwam ook nog dat staatsbedrijven de neiging
hadden hun werknemers met vervroegd pensioen te sturen en plaats van werknemers te ontslaan. Het aantal pensioengerechtigden groeide.
Velen dachten dat de partij slechts opgezet werd om stemmen weg te halen bij de SDP om de HDZ aan de macht te houden. De partij breidde haar organisatie echter landelijk uit en kreeg steeds meer steun omdat de HDZ en het links-centristische kabinet van Ivica Račan geen geld gaf aan de senioren, dit was hun recht aangezien de Constitutionele Rechtbank geëist had dat de regering alsnog de pensioenen zou betalen die niet uitbetaald waren in de jaren negentig van de 20e eeuw/

## 21e eeuw
De partijleider is Vladimir Jordan. Tijdens de laatste parlementsverkiezingen op 23 november 2003 kreeg de partij 4% van de zetels, 3 van de 151 zetels, en trad voor het eerst het Kroatische parlement binnen. Men had niet verwacht dat de partij zoveel stemmen zou krijgen omdat ze nauwelijks campagne hadden gevoerd. In 3 kiesdistricten kregen zij meer dan 5% van de stemmen en in vier kiesdistricten kregen zij tussen de 4 en 5% van de stemmen. Zij werden statistisch bekeken gezien als de winnaar van de verkiezingen omdat ze vier keer zoveel stemmen als de vorige keer kregen.
Na de verkiezingen stemde de partij ermee in om de regering van Ivo Sanader te steunen en gaf zijn partij en de coalitie deze de nodige stemmen om een meerderheid in het Kroatische parlement te vormen. De facto bestaat deze coalitie bestaat nog steeds alhoewel de HSU de President Stipe Mesić steunde in plaats van de HDZ presidentskandidaat Jadranka Kosor tijdens de presidentsverkiezingen in 2005.
Sommigen hadden kritiek op de HSU omdat zij tijdens de lokale en regionale verkiezingen in mei 2005 veelal de HDZ en andere rechtse partijen zou steunen, terwijl zij zich voordeed als een links-centristische partij.
Regeringspartijen:

Kroatische Democratische Unie · Kroatische Volkspartij-Liberaal Democraten · Kroatische Sociaal-Liberale Partij

Kroatische Seniorenpartij · Onafhankelijke Democratische Servische Partij

Overige partijen:

Kroatische Partij van Rechten · Kroatische Boerenpartij · Istrische Democratische Assemblee · Sociaaldemocratische Partij van Kroatië · Alliantie van Primorje · Gorski Kotar · Kroatische Democratische Boerenpartij · Democratisch Centrum · Liberale Partij · Kroatisch Democratisch Centrum · Democratische Prigorje-Zagreb Partij · Međimurje Partij · Zagorje Democratische Partij · Slavonië-Baranja Kroatische Partij · Kroatisch Blok · Kroatische Christelijke Democratische Unie · Kroatische Partij van Rechten 1861 · Kroatische Pure Partij van Rechten · Kroatische Werkelijke Renaissance · Socialistische Arbeiderspartij van Kroatië · Servische Volkspartij · Sociaal Democratische Actie van Kroatië

Politieke partijen van etnische minderheden:

Democratische Unie van Hongaren van Kroatië · Duitse Volksunie - Nationale Associatie van Donau-Zwaben in Kroatië

Onafhankelijke Democratische Servische Partij · Partij voor Democratische Actie van Kroatië